# Patrick Keohane

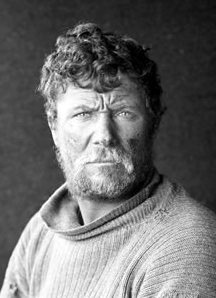
Patrick Keohane bei der Terra-Nova-Expedition (1912)

Patrick Keohane (* 12. Februar 1878 in Lickowen, County Cork, Irland; † 30. August 1950 in Plymouth, Grafschaft Devon, England) war ein irischer Marineoffizier und Teilnehmer an der Terra-Nova-Expedition (1910–1913) des britischen Polarforschers Robert Falcon Scott.

## Leben
Keohane wuchs im Dorf Courtmacsherry, etwa 50 km östlich seines Geburtsorts auf. Sein Vater Timothy Keohane diente auf einem Rettungsboot und war im Frühjahr 1915 an der Rettung der Überlebenden des Passagierschiffs Lusitania beteiligt, nachdem dieses vom deutschen U-Boot U 20 torpediert worden war. Keohane schloss sich der Royal Navy an und war Petty Officer der HMS Talbot, einem Geschützten Kreuzer der Eclipse-Klasse, auf dem zeitgleich auch sein späterer Expeditionskamerad Edward „Teddy“ Evans diente. Zu der Zeit, als Keohane auf der HMS Repulse diente, sorgte Evans dafür, dass Keohane in die Mannschaft der Terra-Nova-Expedition aufgenommen wurde.
Keohane war unter anderem am Südpolmarsch Scotts beteiligt. Auf diesem gehörte er gemeinsam mit Edward Atkinson, Apsley Cherry-Garrard und Charles Seymour Wright zu einer Unterstützungseinheit, die sich am 22. Dezember 1911 im oberen Abschnitt des Beardmore-Gletschers auf den Rückweg zum Basislager am Kap Evans auf der Ross-Insel begeben musste. Auf diesem stürzte Keohane binnen 25 Minuten acht Mal in Gletscherspalten, ein bis in die Gegenwart hinein bestehender unrühmlicher Rekord. Er gehörte auch der Mannschaft an, die am 12. November 1912 auf das letzte Lager der Südpolgruppe auf dem Ross-Schelfeis stieß und so das tragische Schicksal von Scott, Edgar Evans, Lawrence Oates, Edward Wilson und Henry Bowers aufklären konnte. Für seine Verdienste um die Expedition wurde Keohane mit der silbernen Polar Medal ausgezeichnet.
Nach seiner Rückkehr arbeitete er bei der Küstenwache auf der Isle of Man und diente bei der Royal Navy im Ersten Weltkrieg. Keohane starb 1950 im südenglischen Plymouth im Alter von 72 Jahren. Nach ihm ist der Mount Keohane in der Antarktis benannt.